# Southampton Water

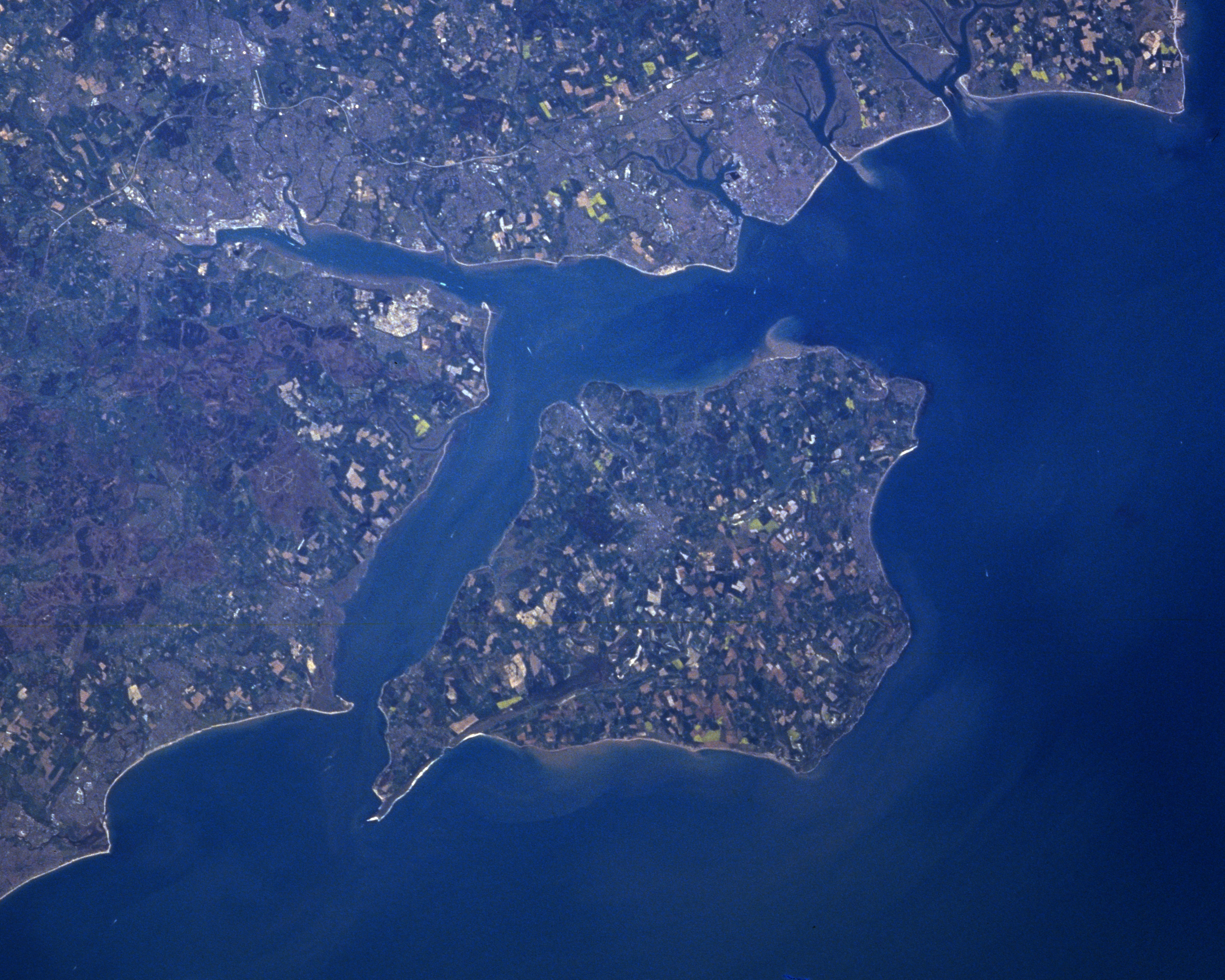
Het eiland Wight met linksboven de Southampton Water

Southampton Water is een estuarium ten noorden van Wight en de Solent in Engeland. Het gebied gaat over in Het Kanaal. De stad Southampton ligt in het noorden van deze strook. Het gebied is bekend als jachthaven.